# Mantella expectata
Mantella expectata es una especie de anfibio anuro de la familia Mantellidae.

## Distribución geográfica
Esta especie es endémica de Madagascar. Habita entre los 700 y 1000 m de altitud en el suroeste de la isla.

## Descripción
Mantella expectata mide de 20 a 26 mm, las hembras son un poco más grandes que los machos. Su espalda es de color amarillo verdoso; Sus patas delanteras son, según los individuos, negras, azules, azules con manchas amarillas o marrones. Sus flancos son negros. Su labio superior está coronado por una línea clara. Su vientre es negro con manchas azules. Como el otro representante del grupo Mantella betsileo, presenta una mancha en forma de herradura debajo de la garganta (más pronunciada en los machos).

## Publicación original
- Busse & Böhme, 1992 : Two remarkable frog discoveries of the genera Mantella (Ranidae: Mantellinae) and Scaphiophryne (Microhylidae: Scaphiophryninae) from the west coast of Madagascar. Revue Française d'Aquariologie, Herpétologie, vol. 19, p. 57-64.[6]